# Чонджи (Пэкче)
Чонджи (хангыль 전지왕, 직지왕, 진지왕, ханча 腆支王, 直支王, 眞支王, ?—420) — 18-й правитель раннесредневекового корейского государства Пэкче (в 405—420). Старший сын вана Асина. Личное имя — Ён (경사, 慶司).

## Правление
Как старший сын, Чонджи был на третьем году правления отца (394 г.) объявлен наследником престола, а в 397 г. был отправлен заложником в государство Вэ (Ямато, Японию). В Ямато наследный принц находился до смерти вана Асина в 405 г., после чего в Пэкче началась смута. В хронике Самгук-саги говорится об этом следующее: «В четырнадцатом году [правления] после кончины вана второй брат вана, Хунхэ, стал управлять до возвращения в страну наследника, однако третий (следующий) брат, Чхомне, убил Хунхэ и сам стал ваном. Как только Чонджи, находившийся в Вэ, получил печальное известие [о кончине вана], с горькими слезами стал просить о возвращении [на родину]. И вэский ван отпустил его в сопровождении охраны из ста своих воинов». Сходные сведения приводятся в «Нихон-сёки»: «В том же году [405 г.] ван Пэкче Ахва [Асин] скончался. Государь [Хомуда] соизволил призвать к себе вана Чонджи и соизволил ему поведать так: „Возвращайся на родину и прими наследный престол“. И отослал его назад, снова подарив ему земли в Восточном Кара [отобранные в 397 г. у Пэкче японцами]. Восточное Кара — это укрепления Кам-на-сонъ, Ко-нан-сонъ и И-рим-сонъ.». «Самгук-саги» продолжает: «Когда Чонджи достиг границ своей страны, к нему явился житель Хансона (столицы) по имени Хэ Чхун и сказал „Когда великий ван покинул мир, меньший брат Чхомне убил старшего брата и сам стал [ваном]. [Поэтому] желательно, чтобы наследник не въезжал [в столицу] беспечным“. [Тогда] Чонджи оставил вэских людей своими охранниками и стал дожидаться на одном из морских островов. Люди государства [Пэкче] убили Чхомне и встретили Чонджи, чтобы возвести [его на престол]». Такие же сведения приведены в «Тонгук-тонгам» в разделе «14-й г. правления Ахва, 9-й месяц».
Предположительно, за помощь Хэ Чхуна Чонджи сделал министрами нескольких представителей клана Хэ. Так, в 406 году, Хэ Чхун был назначен тальсолем (второй придворный ранг), а в следующей году Хэ Су получил титул нэбоп чвапхёна (министр ритуалов), а Хэ Гу чин пёнгван чвапхёна (министр военного ведомства).
В правление Чонджи продолжался традиционный союз с Японией. В подтверждение сохранявшегося военного союза Пэкче и Ямато в 409 году правитель Хомуда послал в Пэкче посольство с подарками: «Государство Вэ направило посла и прислало жемчуг, который светился ночью. Ван [Чонджи] принял его (посла) с особыми церемониями» (Самгук-саги).
По сообщению Самгук-саги, в 406 году было отправлено посольство в китайскую империю Восточная Цзинь с поклоном и подношениями. Это первое упоминание о такой миссии за более чем двадцать лет, и оно может указывать на то, что страна стала более защищенной от Когурё. Однако этот визит не подтверждается китайскими источниками. В 416 году ван Чонджи (кит. И Ин (餘映)) получил от императора Ань-ди почётные титулы: Шичицзе (使持節, Посланец с регалией Цзе), Главнокомандующий Пэкче (都督百濟諸軍事), Командующий умиротворитель Востока (鎮東將軍),
Ван Чонджи умер в 420 году, и ему наследовал старший сын Куисин.